# Norodom Ekcharin
Norodom Ekcharin Naradhama Vajarindra, född 15 april 1969 i Phnom Penh, Kambodja, är prins av Kambodja och son till prins Norodom Yuvaneath och Yin Kim.
När kung Norodom Sihanouks äldste son, Norodom Yuvaneath, efter general Lon Nols statskupp den 18 mars 1970 reste med sin familj till Hong Kong 1970, lämnades deras yngste son, den då sex månader gamla Ekcharin hos sina morföräldrar i Phnom Penh. Han troddes ha dött i Kambodja under  Röda khmerernas styre 1975–1979, men gömdes av en släkting nära ett flyktingläger i Surin i Thailand, därifrån han senare flyttades till Sverige. Han växte upp i Stockholm och utbildade sig bland annat på S:t Eriks gymnasium, men utan att veta mer bestämt vem hans far egentligen var. Ekcharin mindes bara att pappan var en prins.
Under en tid ifrågasattes Norodom Ekcharins identitet av bland andra historikern Christopher Buyers, vilken trodde att Norodom dödats av de röda khmererna 1976, men den chilenske historikern Julio A. Jeldres har spelat en viktig roll i upprättandet av korrigerade genealogier, där Ekcharin Norodom fått officiell status som levande son till Prins Yuvaneath Han har också av sina föräldrar och det kambodjanska hovet erkänts som levande son till prins Yuvaneath, och tituleras Neak Ang Rajavong som prins av Kambodja.
Ekcharin Norodom har vid flera tillfällen medverkat i svensk media, bland annat i TV-programmet Kalla Fakta under sina försök att få Hennes & Mauritz att betala högre löner till de fattiga textilarbetare i Kambodja som syr kläder åt HM under svåra förhållanden som tolvtimmars arbetsdagar med dålig betalning.
Ekcharin Norodom återflyttade från Kungsholmen i Stockholm till Phnom Penh i Kambodja 2014, och träffade 2016 sina föräldrar och syskon för första gången sedan 1970, och deltar sedan dess med familjen i olika ceremonier vid det kungliga palatset.
Ekcharin har två barn, dottern Norodom Eknatali, född 15 april 2018 och sonen Norodom Eknathe, född 17 juli 2018.